# Сент-Чарльз (мыс)
Сент-Чарльз (англ. Cape St. Charles, фр. cap St Charles) — мыс на побережье полуострова Лабрадор у входа в пролив Белл-Айл. Относится к канадской провинции Ньюфаундленд и Лабрадор. Мыс является самой восточной точкой материка Северная Америка.
Мыс Сент-Чарльз известен благодаря одноимённой горе, которая имеет высоту 199 метров над уровнем моря[уточнить].